# Tupolev Tu-82
Tupolev Tu-82 là một mẫu máy bay ném bom cánh xuôi sau thử nghiệm của Liên Xô trong thập niên 1940. Đây là máy bay ném bom phản lực cánh xuôi sau đầu tiên của Liên Xô.

## Tính năng kỹ chiến thuật (Tu-82)
Dữ liệu lấy từ 
Đặc điểm tổng quát
- Kíp lái: 3
- Chiều dài: 17.57 m (57 ft 8 in)
- Sải cánh: 17.81 m (58 ft 5 in)
- Diện tích cánh: 45 m2 (484 ft2)
- Trọng lượng rỗng: 9526 kg (21.000 lb)
- Trọng lượng có tải: 18.340 kg (40.430 lb)
- Powerplant: 2 × Klimov VK-1, 2044 kW (2740 hp) mỗi chiêc

Hiệu suất bay
- Vận tốc cực đại: 934 km/h (579 mph)
- Tầm bay: 2395 km (1493 dặm)
- Trần bay: 11400 m (37.392 ft)